# Val Infernotto
 (signalé en mai 2025).
Si vous disposez d'ouvrages ou d'articles de référence ou si vous connaissez des sites web de qualité traitant du thème abordé ici, merci de compléter l'article en donnant les références utiles à sa vérifiabilité et en les liant à la section « Notes et références ».
- Archive Wikiwix
- Bing
- Cairn
- DuckDuckGo
- E. Universalis
- Gallica
- Google
- G. Books
- G. News
- G. Scholar
- Persée
- Qwant
- (zh) Baidu
- (ru) Yandex
- (wd) trouver des œuvres sur Wikidata

Le val Infernotto (en italien valle Infernotto ou Ghiandone) est une vallée du Piémont située dans la province de Coni.

## Géographie
Le val Infernotto (ou Ghiandone) est une vallée située dans la province de Coni et comprend deux communes : Barge et Bagnolo Piemonte.
Le val Infernotto fait partie de la Comunità montana Valli Po, Bronda, Infernotto e Varaita.

### Géomorphologie
La vallée s'étend du mont Meidia au mont Bracco. La commune la plus étendue et peuplée est Barge avec 7 900 habitants et une superficie de 82 km2.
Au nord elle jouxte le val Pellice, au sud avec le val Pô et à l'est et nord-est avec la plaine.

### Sommets
Les principaux sommets sont les suivants :
- Punta d'Ostanetta - 2 375 m ;
- Punta Rumella - 2 322 m ;
- Punta Selassa - 2 036 m ;
- Mont Bracco - 1 306 m.

## Culture

### Fêtes et foires
- L'Ottobrata Bargese (debut octobre)
- Le golosità del Monviso et fête de saint Jean à Barge (fin juillet)
- Barge en fleur (mai)
- Multimedia Barge festival (juin)
- Fête au sanctuaire Madonna delle Combe à Barge (début août)
- Foire régionale de la pierre à Bagnolo (tous les deux ans)
- Fête de Saint Pierre à Bagnolo

## Économie

### Tourisme

#### Tourisme culturel
- Centre historique de Barge
- Château Malingri del villar (Bagnolo Piemonte)
- Monastère Pra' d'Mill à Bagnolo Piemonte
- Château de Barge
- Sanctuaire Madonna delle Combe à Barge
- La trappa de Montebracco
- La tour  Gossi à Bagnolo Piemonte
- Sanctuaire Madonna della neve à Bagnolo P.te
- Palais des comtes Malingri del villar à Bagnolo P.te
- Centre historique de Bagnolo P.te
- Chapelle Madonna della Rocca à Montebracco
- Théâtre Silvio Pellico à Bagnolo

#### Randonnée et alpinisme
- Refuge Infernotto

#### Sports d'hiver
- Ski: Rucas di Bagnolo (Bagnolo Piemonte)